# Lucanas (distrito)
Lucanas é um distrito do peru, departamento de Ayacucho, localizada na província de Lucanas.

## Transporte
O distrito de Lucanas é servido pela seguinte rodovia:
- PE-30A, que liga o distrito de Nazca (Região de Ica) à cidade de Abancay (Região de Apurímac)
- AY-114, que liga a cidade ao distrito de San Pedro [1][2][3]